# Eteobalea thaumatella
Eteobalea thaumatella ist ein Schmetterling (Nachtfalter) aus der Familie der Prachtfalter (Cosmopterigidae).

## Merkmale
Die Falter erreichen eine Flügelspannweite von 8 bis 15 Millimeter. Der Kopf ist gelblich weiß und hinten ockerfarben durchmischt. Die Fühler glänzen dunkelbraun und haben im letzten Drittel fünf weiße Ringe. Der Thorax ist dunkelbraun und hinten ockerbraun gesäumt. Die Vorderflügel glänzen dunkelbraun, der Dorsal- und Apikalbereich sind mehr oder weniger ockerbraun durchmischt. Zur Zeichnung der Vorderflügel gehören drei sehr große, weiße Costalflecke. Der Erste befindet sich bei 1/6 der Vorderflügellänge. Er verläuft leicht schräg nach außen bis zur Analfalte. Darunter ist er mit einem erhabenen goldbraunen Fleck verbunden. Der zweite Fleck befindet sich bei der Hälfte der Vorderflügellänge. Er ist nahezu quadratisch und am hinteren Rand häufig mit einigen goldbraunen, metallisch glänzenden Schuppen versehen. Der dritte weiße Fleck ist länglich und liegt zwischen dem zweiten Fleck und dem Apex. Es sind drei erhabene, metallisch goldbraun glänzende Flecke mit leicht violettem Glanz angelegt. Der erste liegt subdorsal gegenüber dem zweiten Costalfleck. Der zweite befindet sich am Innenwinkel gegenüber oder leicht einwärts vom Innenrand des dritten Costalflecks. Ein ähnlicher, weiß durchmischter Fleck befindet sich an der Flügelspitze. Die Hinterflügel glänzen weiß. Das Abdomen ist fahlbraun, das Afterbüschel ist weiß.
Bei den Männchen ist das Tegumen kurz. Es verjüngt sich distal leicht und hat am hinteren Rand eine „U“-förmige Ausbuchtung. Das rechte Brachium ist nahezu gerade und weniger als zweimal so lang wie das linke. Es weitet sich an der Spitze und ist sklerotisiert. An der Basisinnenseite befindet sich ein großer Lobus. Das linke Brachium ist leicht gebogen, der Apex verjüngt sich zu einer stumpfen Spitze. Die Valven sind gestutzt stiefelförmig. Die rechte Valvella ist kurz. Sie verjüngt sich abrupt und hat eine rundliche Spitze. Der Aedeagus ist kurz und gebogen. Der bauchige Teil ist kreisförmig. Der röhrenförmige Teil ist kürzer als der bauchige Teil und hat eine scharfe Spitze.
Bei den Weibchen ist das achte Segment länger als breit. Das Ostium ist halbkreisförmig. Das Sterigma ist sackförmig und hat eine gebogene und stark sklerotisierte Querleiste. Der Ductus bursae ist etwas länger als das Corpus bursae. Das Corpus bursae ist oval und hat hinten einen langen sich allmählich verjüngenden Fortsatz. Es sind zwei große Signa unterschiedlicher Größe ausgebildet.

### Ähnliche Arten
Eteobalea thaumatella kann anhand des Zeichnungsmusters der erhabenen, goldbraun glänzenden Flecke in Verbindung mit der dunkelbraunen und ockerbraunen Färbung der Vorderflügel von den anderen Arten der Gattung unterschieden werden.

## Verbreitung
Eteobalea thaumatella ist in Nordafrika, auf den Kanarischen Inseln, auf Malta, der Arabischen Halbinsel und im Iran beheimatet.

## Biologie
Die Biologie der Art ist unbekannt. Die Falter wurden von Anfang März bis Anfang Mai und im Oktober gesammelt.

## Systematik
Aus der Literatur sind folgende Synonyme bekannt:
- Stagmatophora thaumatella Walsingham, 1907
- Stagmatophora lactipunctella Turati, 1924

## Belege
1. 1 2 3 4 5 6 7  J. C. Koster, S. Yu. Sinev: Momphidae, Batrachedridae, Stathmopodidae, Agonoxenidae, Cosmopterigidae, Chrysopeleiidae. In: P. Huemer, O. Karsholt, L. Lyneborg (Hrsg.): Microlepidoptera of Europe. 1. Auflage. Band 5. Apollo Books, Stenstrup 2003, ISBN 87-88757-66-8, S. 148 (englisch).
2. ↑  P. Sammut, S. Koster (2009): Eteobalea thaumatella (Walsingham, 1907) a new moth for the Maltese islands (Lepidoptera: Cosmopterigidae). Bulletin of the Entomological Society of Malta 2: S. 9–11
3. ↑  Eteobalea thaumatella bei Fauna Europaea. Abgerufen am 24. Februar 2012